# Discontinuidad de Mohorovičić

La discontinuidad de Mohorovičić aparece marcada con la letra A, en este esquema del interior de la Tierra
1: corteza continental
2: corteza oceánica
3: manto superior
4: manto inferior
5: núcleo externo
6: núcleo interno
A: interfaz corteza-manto (discontinuidad de Mohorovičić, «Moho»)
B: interfaz núcleo-manto (discontinuidad de Gutenberg)
C: interfaz núcleo externo-interno (discontinuidad de Lehmann).

La corteza terrestre y el manto, la discontinuidad de Moho entre el fondo de la corteza y el manto superior sólido.

La discontinuidad de Mohorovičić (pronunciación en croata: [moxorôʋiːt͡ʃit͡ɕ]), normalmente se conoce como Moho, es el límite entre la corteza, tanto oceánica como continental, y el manto. Se define por el cambio significativo en la velocidad de las ondas sismológicas a medida que pasan a través de rocas de distinta densidad.
El Moho se encuentra casi por completo dentro de la litosfera. Solo debajo de las dorsales mediooceánicas define el límite entre la litosfera y la astenosfera. La discontinuidad de Mohorovičić está entre 5 y 10 kilómetros (3–6 mi) por debajo de la superficie del fondo oceánico, y de 20 a 90 kilómetros (10–60 mi) por debajo de la superficie en la corteza continental típica, con un promedio de 35 kilómetros (21,7 mi). 
La discontinuidad de Mohorovičić fue identificada por primera vez en 1909 por el pionero sismólogo croata Andrija Mohorovičić, de quien recibe el nombre, cuando observó que los sismogramas de los terremotos de foco superficial tenían dos conjuntos de ondas P y ondas S, uno que seguía un camino directo cerca de la superficie de la Tierra y el otro refractado por un medio de velocidad media-alta.

## Naturaleza y sismología
El Moho marca la transición en la composición entre la corteza exterior rocosa de la Tierra y el manto más plástico. Inmediatamente por encima del Moho, las velocidades de las ondas sísmicas primarias (ondas P) son consistentes con las del basalto (6,7–7,2 km/s), y debajo son similares a los de peridotita o dunita (7,6–8,6 km/s). Este aumento de aproximadamente 1 km/s corresponde a un cambio distinto en el material a medida que las ondas pasan a través de la Tierra, y es comúnmente aceptado como el límite inferior de la corteza terrestre. El Moho se caracteriza por una zona de transición de hasta 500 metros. Las antiguas zonas de Moho están expuestas sobre el suelo en numerosas ofiolitas de todo el mundo.

## Historia

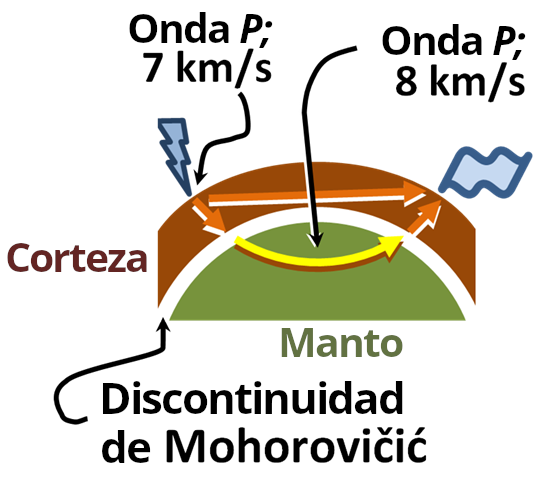
Esquema de la refracción de las ondas sísmicas P (primarias) en la discontinuidad de Mohorovičić.

Al sismólogo croata Andrija Mohorovičić se le atribuye el primer descubrimiento y definición del Moho. En 1909, estaba examinando datos de un terremoto local en Zagreb cuando observó dos conjuntos distintos de ondas P y ondas S que se propagaban desde el foco del terremoto. Mohorovičić sabía que las ondas causadas por los terremotos viajan a velocidades proporcionales a la densidad del material que las transporta. Como resultado de esta información, teorizó que el segundo conjunto de ondas solo podría ser causado por una transición brusca en la densidad de la corteza terrestre, lo que podría explicar un cambio tan dramático en la velocidad de la onda. Utilizando los datos de velocidad del terremoto, pudo calcular la profundidad del Moho en aproximadamente 54 km, lo que luego fue respaldado por futuros estudios sismológicos.
 

El Moho ha desempeñado un papel importante en los campos de la geología y las ciencias de la tierra durante más de un siglo. Al observar la naturaleza refractiva de Moho y cómo afecta la velocidad de las ondas P, los científicos pudieron teorizar sobre la composición de la Tierra. Estos primeros estudios dieron lugar a la sismología moderna.

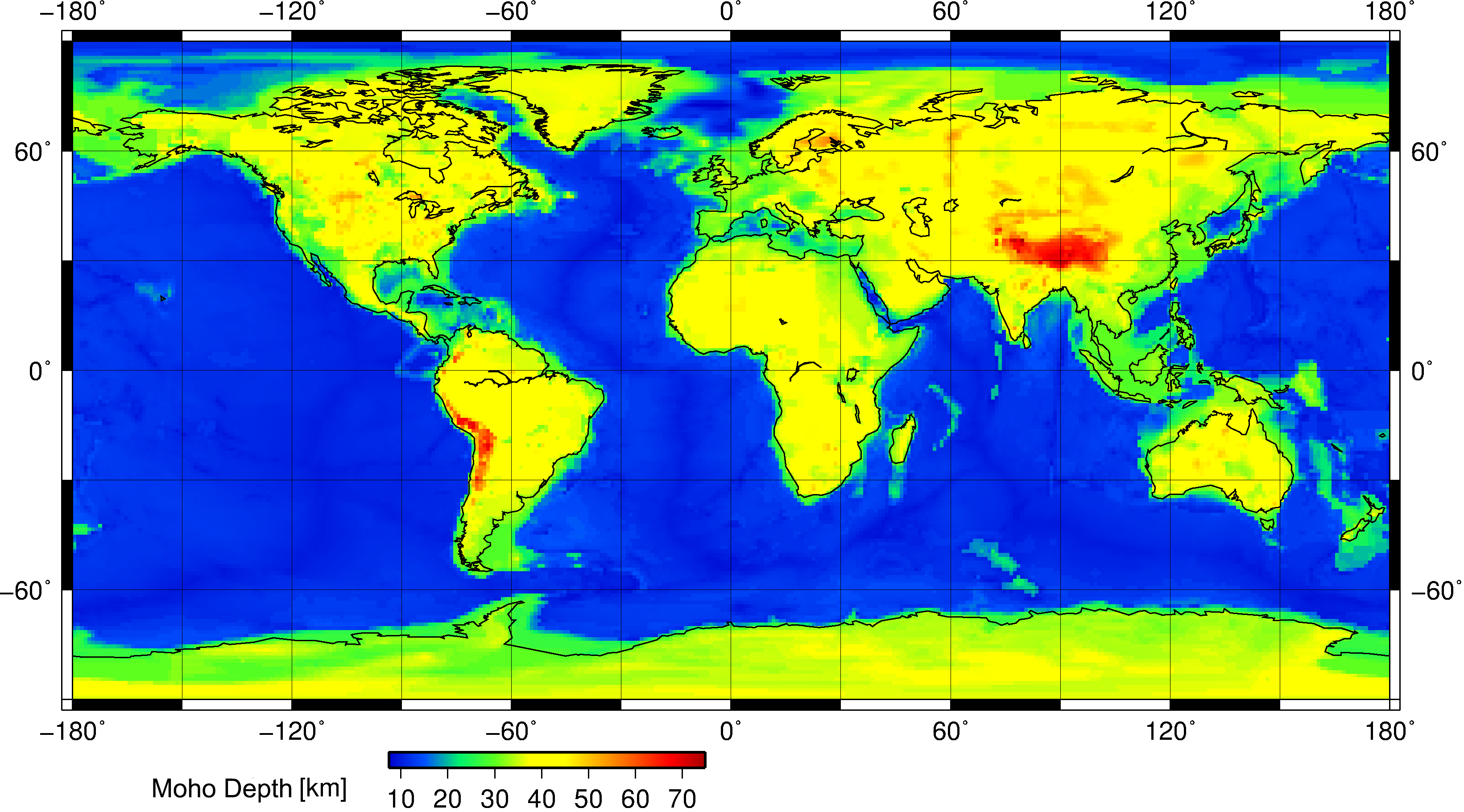
Como se muestra en la figura, el Moho mantiene una profundidad promedio relativamente estable de 10 km bajo el fondo del océano, pero puede variar en más de 70 km por debajo de las masas continentales.

A principios de la década de 1960, el Proyecto Mohole fue un intento de perforar el Moho desde las regiones oceánicas profundas. Después del éxito inicial en el establecimiento de la perforación en las profundidades del océano, el proyecto sufrió oposición política y científica, mala administración y sobrecostos, y fue cancelado en 1966.

## Exploración

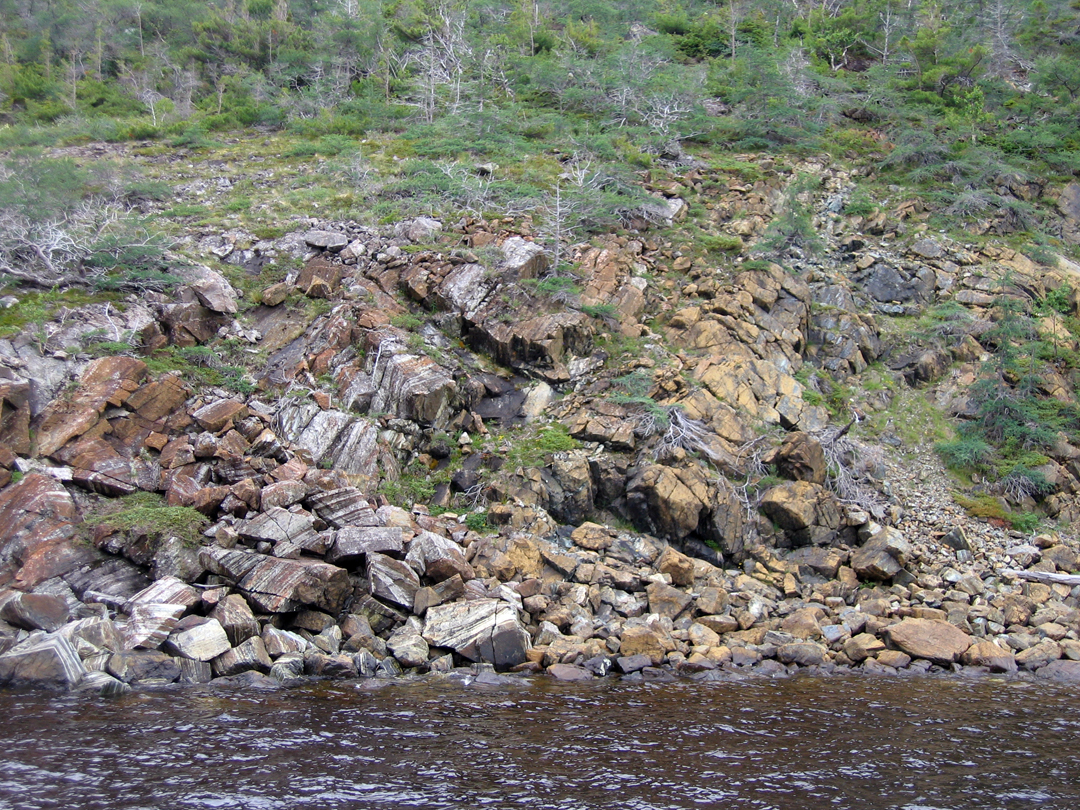
Ofiolita ordovícica en el parque nacional Gros Morne, Terranova. Estas rocas que formaron parte del Moho en el Ordovícico están expuestas en la superficie.

Alcanzar la discontinuidad mediante perforación sigue siendo un objetivo científico importante. Científicos soviéticos en el Instituto Kola persiguieron el objetivo en 1989. Después de 15 años alcanzaron una profundidad de 12 260 metros (40 223,1 pies), el agujero más profundo del mundo, antes de abandonar el proyecto. Una propuesta considera una cápsula impulsada por radionúclidos que se derrite en la roca con una aguja pesada de tungsteno que puede impulsarse hacia la discontinuidad de Moho y explorar el interior de la Tierra cerca de él y en el manto superior. El proyecto japonés Chikyu Hakken ("Earth Discovery") también tiene como objetivo explorar en esta área general con el barco de perforación, Chikyū, construido para el Programa Integrado de Perforación Oceánica (IODP). 
Los planes requerían la Resolución JOIDES de la embarcación de perforación para zarpar desde Colombo en Sri Lanka a fines de 2015 y dirigirse al Atlantis Bank, un lugar prometedor en el suroeste del Océano Índico en el suroeste de la cresta india, para intentar perforar un pozo inicial para una profundidad de aproximadamente 1,5 kilómetros. El intento ni siquiera llegó a 1,3 km, pero los investigadores esperan continuar sus investigaciones en una fecha posterior.